# Birgit Heinecke
Birgit Heinecke (* 10. April 1957 in Magdeburg, geborene Birgit Richter) ist eine ehemalige deutsche Handballspielerin.
Sie spielte für den SC Magdeburg in der DDR-Oberliga und wurde mit der DDR-Nationalmannschaft 1978 Weltmeisterin. Zwei Jahre später gelang ihr mit der Nationalmannschaft bei den Olympischen Spielen 1980 in Moskau der Gewinn der Bronzemedaille. Insgesamt bestritt sie 57 Länderspiele für die DDR. 1979 wurde sie mit dem Vaterländischen Verdienstorden in Bronze ausgezeichnet.
Nach ihrer Karriere war sie in der Ausbildung beim SC Magdeburg tätig. Später arbeitete sie bei der Magdeburger Tageszeitung Volksstimme in der Marketing-Abteilung.
Von 2004 bis 2009 war sie die Marketingleiterin bei der Ostsee-Zeitung in Rostock.
Seit 2009 arbeitet sie bei der Leipziger Volkszeitung.